# 九棚沙漠
22°07′39″N 120°53′07″E / 22.12750°N 120.88528°E
九棚沙漠又稱港仔沙漠。位於台灣屏東縣滿州鄉港仔村沿岸。形成原因是吹拂恆春半島的強烈東北季風，導致植物無法生長，並將海岸線的沙吹向九棚山腳下，形成了自然沙漠奇觀。當地的觀光業發展出獨特的沙漠飆車活動。